# Sportcomplex Olympia
Sportcomplex Olympia is een groot sportcomplex in de Nederlandse stad Rotterdam. In Rotterdam-Zuid is het gelegen naast De Kuip waar het deel uit maakt van de nieuwe Rotterdamse wijk Stadionpark. Sportcomplex Olympia bevindt zich tussen het alom bekende Sportcomplex Varkenoord en Trainingscomplex 1908, waar onder meer de selectie en jeugdafdelingen van voetbalclub Feyenoord trainen.

## Geschiedenis
Het Sportcomplex werd door wethouder Adriaan Visser in 2018 officieel  geopend. Sindsdien zijn er verschillende verenigingen gehuisvest, zoals Rotterdam Atletiek, Ghausia Cricket Club, Volley Zuid en 010Trojans. Op het Sportcomplex staat ook een imposant verzamelgebouw met op de begane grond een materiaalruimte en meerdere kleedkamers. De verenigingen HC Feijenoord, FC IJsselmonde en R.V. & A.V. Overmaas hebben op de eerste verdieping hun eigen clubkantine. Het dak is tegelijkertijd ook een tribune, waar het publiek uitzicht heeft over het sportcomplex. Dit verzamelgebouw is ontworpen door NL Architecten en is gerealiseerd door Betsema Groep in opdracht van de gemeente Rotterdam. Op de locatie van het Sportcomplex Olympia heeft sinds 2011 het Sint Clara Ziekenhuis gestaan, wat samen met het Zuiderziekenhuis gefuseerd is tot het Maasstad Ziekenhuis.

## Faciliteiten
Het sportcomplex bevat:
- Meerdere hockey- en voetbalvelden
- Multifunctioneel sportveld
- Een atletiekbaan
- Een Cruyff court
- Een Beachcourt met twee beachvolleybalvelden
- Een SmartGoals Urban SkillCourt

## Eigenaar
De eigenaar van het Sportcomplex Olympia is gemeente Rotterdam. Het Sportbedrijf Rotterdam beheert het complex. Het complex is semi-geopend. Wanneer de velden niet in gebruik zijn door de verenigingen kan het worden verhuurd aan externe sportaanbieders of mogen buurtbewoners gebruik maken van de sportvelden.